# Dejan Šarenac
Dejan Šarenac (...) è un giocatore di football americano serbo, che gioca nel ruolo di offensive lineman per i Beograd Vukovi.